# لي كارلسون
لي كارلسون (بالإنجليزية: Lee Carlson)‏ هو صحفي أمريكي، ولد في 21 فبراير 1958 في سان دييغو في الولايات المتحدة.